# Wordt Vervolgd (televisieprogramma)
Wordt Vervolgd was een Nederlands televisieprogramma over tekenfilms en strips, gepresenteerd en geproduceerd door Han Peekel (1947-2022). Het programma werd op zijn verjaardag van 6 oktober 1983 tot 15 mei 1993 uitgezonden door de AVRO, vanaf 1991 gepresenteerd door Judith de Bruijn, waarna het overging naar Kindernet. Aldaar werd het uitgezonden van 7 april 1994 tot 16 februari 1997 met weer Han Peekel als presentator.
In januari 2020 maakte Peekel bekend dat Wordt Vervolgd terug zou keren op televisie. Het programma zou worden uitgezonden door Omroep Max en zich op volwassenen richten, maar tot een terugkeer is het nooit gekomen.
De term 'wordt vervolgd' wordt in strips gebruikt om aan te geven dat het verhaal doorloopt in een volgende aflevering. Ook bij tekenfilms en in sommige TV-series verschijnt deze tekst aan het eind van een aflevering om aan te geven dat het verhaal in de volgende aflevering verder gaat. Op deze manier zorgen de makers ervoor dat de kijkers naar de volgende aflevering gaan kijken. Zo kunnen ze deze langer vasthouden.

## Samenstellers van het eerste uur

### Kees de Bree
Kees de Bree was degene die bekend stond als wandelende stripencyclopedie. Hij schreef meerdere boeken over strips en tekenfilms. Hij was degene die verantwoordelijk was voor de flinke dosis stripinformatie in het programma, alsmede voor het unieke tekenfilmaanbod. Kees de Bree was ook degene die de beroemde imitatiewedstrijden heeft bedacht. De Bree was later eindredacteur van het tekenfilmprogramma 'Dit is Disney' waarin hij Goofy (met de stem van Ferry de Groot) liet discussiëren met Walt Disney. In de jaren tachtig schreef en regisseerde hij voor de KRO de 14-delige documentairereeks '100 jaar tekenfilm.'

### Wouter Stips
Wouter Stips zorgde voor de visuele aspecten en de muziek in het programma. Hij was ook verantwoordelijk voor programma's zoals Jan, Jans en de kinderen en Familie Oudenrijn. Hij was ook medepresentator (samen met Eddy Becker) van het NCRV-televisiespelprogramma Schatten en schieten uit 1985. Vanaf 1991 schreef, regisseerde en produceerde hij de dramaserie  "12 steden, 13 ongelukken".

### Han Peekel
Han Peekel was een producent en televisiepresentator die zijn loopbaan begon bij Radio Veronica. Hij heeft meer dan 4000 programma's geproduceerd en ook als zanger een CD uitgebracht. In het eerste seizoen had Peekel nog een baard en ging hij gekleed in een spencer met overhemd zonder strik. Later zou hij gekleed gaan in zijn meer bekende tenue: een felgekleurde colbert met overhemd vergezeld van strik.

## Onderdelen

### Tekenfilms
In het eerste seizoen stond de tekenfilmhond Droopy centraal. In latere seizoenen kwamen regelmatig tekenfilms van Merrie Melodies en Looney Tunes voorbij met onder meer Road Runner en Wile E. Coyote. In de periode dat Wordt Vervolgd bij Kindernet was te zien, toonde men ook oudere tekenfilms uit de jaren 30.

### Overige onderdelen
Andere onderdelen in het programma waren de Strip Top 10 en de Stripquiz. Regelmatig werden er ook striptekenaars geïnterviewd. Ook werd er een poging gedaan om stripverhalen op de buis te brengen. Dit heeft men met de strip Storm van tekenaar Don Lawrence gedaan.

## Wordt Vervolgd Club
Vanaf 1987 was het ook mogelijk lid te worden van de Wordt Vervolgd Club voor ƒ 10,-. Men kreeg dan een clubpas waarmee men gratis naar de clubdagen kon. Ook kreeg men een gratis clubblad toegezonden (zie aldaar). Een van de onderdelen van de clubdag was de imitatiewedstrijd, waarbij tekenfilmfiguren zoals Donald Duck, Woody Woodpecker en Roadrunner konden worden geïmiteerd. In werkelijkheid kwamen er bij de imitatiewedstrijd zo'n tachtig deelnemers aan bod en duurde dit onderdeel dan ook ongeveer een uur. In het programma werden de hoogtepunten van die wedstrijd uitgezonden en dat duurde slechts enkele minuten. In latere seizoenen werd ook een wedstrijd georganiseerd om beschuitjes van gezichten te voorzien.
De clubdagen zou men als opvolger kunnen beschouwen van het AVRO-televisieprogramma Stuif es in met Ria Bremer als presentatrice.

## Wordt Vervolgd als tijdschrift

### Samenwerking met het stripweekblad Eppo
In 1985 bestond er een samenwerkingsverband met het stripweekblad Eppo. De naam van dat blad werd veranderd naar Eppo Wordt Vervolgd en Han Peekel ging zich actief met de inhoud van het blad bemoeien, zonder overigens deel uit te maken van de redactie. In diverse nummers verscheen ook de getekende moppenrubriek met ingezonden moppen met als titel Victor Vrolijk, getekend door Peter de Wit, waarin het hoofdpersonage grote gelijkenis vertoonde met Han Peekel. Het resultaat was dat de oudere lezer afhaakte, terwijl er geen jongere lezers voor terugkwamen.

### Wordt Vervolgd Clubblad
Vanaf 1986 t/m 1989 was er ook een Wordt Vervolgd Clubblad. In eerste instantie verscheen er een onafhankelijk nummer, daarna als bijlage in de AVRO-bode / Televizier en vanaf 1988 weer als onafhankelijk tijdschrift. De leden van de Wordt Vervolgd Club, die ook een clubpas hadden, kregen dit blad gratis toegezonden, ook toen het een katern was van de AVRO-bode / Televizier.

### Andere bladen met de naamWordt Vervolgd
Er bestond in die tijd ook een stripmaandblad van uitgeverij Casterman met de naam Wordt Vervolgd. Ook heet de kroniek van mensenrechtenorganisatie Amnesty International Wordt Vervolgd (waarin de naam in dit geval op een andere wijze geïnterpreteerd dient te worden). Deze twee bladen hadden echter niets van doen met het televisieprogramma van de AVRO en ze stonden ook los van het stripweekblad Eppo Wordt Vervolgd.